# 10038 Tanaro
10038 Tanaro eller 1984 HO1 är en asteroid i huvudbältet som upptäcktes den 28 april 1984 av den italienska astronomen Vincenzo Zappalà vid La Silla-observatoriet. Den är uppkallad efter den italienska floden Tanaro.
Asteroiden har en diameter på ungefär 3 kilometer.